# Bataille de San Esteban de Gormaz (917)
Batailles
- Covadonga (722)
- Burbia (791)
- Lutos (794)
- Barcelone  (801)
- Clavijo (844)
- San Esteban de Gormaz  (917)
- Simancas (939)
- Barcelone (985)
- Torà (1006)
- Barbastro (1064)
- Sagrajas (1086)
- Alcoraz (1096)
- Bairén (1097)
- Consuegra (1097)
- Uclès (1108)
- Croisade norvégienne (1108-1109)
- Valtierra (1110)
- Congost de Martorell (1114)
- Cutanda (1120)
- Fraga (1134)
- Oreja (1139)
- Ourique (1139)
- Coria  (1142)
- Santarém  (1147)
- Lisbonne  (1147)
- Santarém  (1184)
- Alarcos (1195)
- Al-Damus  (1210)
- Las Navas de Tolosa (1212)
- Majorque  (1229)
- Jerez (1231)
- Puig de Cebolla (1237)
- Séville (1247-1248)
- Salé (1260)
- Révolte mudéjar  (1264-1266)
- Écija (1275)
- Algésiras  (1278-1279)
- Moclín  (1280)
- Gibraltar  (1309)
- Gibraltar  (1315)
- Gibraltar  (1333)
- Tarifa / Río Salado (1340)
- Algésiras  (1342-1344)
- Gibraltar  (1349-1350)
- Gibraltar  (1411)
- Ceuta (1415)
- La Higueruela (1431)
- Campagne de Grenade (1482-1492) : Lucena - Grenade

La bataille de San Esteban de Gormaz opposa en 917 le Royaume de León et l'Émirat de Cordoue.

## Contexte
La ville de San Esteban de Gormaz s'était dépeuplée au début de la prise de contrôle musulmane et servait de zone tampon entre l'Émirat de Cordoue et le Royaume de León.

## La bataille
Le roi Ordoño II de León tenta de repeupler cette ville et d'en reprendre le contrôle, mais, par surprise, le général musulman Abi-Abda commença le siège de San Esteban de Gormaz en 917.
Le roi se dépêcha de secourir la ville et put mettre en déroute les armées omeyyades qui s’échappèrent après la victoire.
Quant au général Abi-Abda il fut exécuté durant la bataille et sa tête fut mise sur les remparts de la ville pour prévenir toute tentative de retour des musulmans.